# Adamántios Koraïs
Adamántios Koraïs (en grec : Αδαμάντιος Κοραής / Adamántios Koraís, également connu sous le pseudonyme Adamance Coray en français, né le 27 avril 1748 à Smyrne et mort le 6 avril 1833 à Paris, était un écrivain et érudit grec. Il fut le représentant de l'esprit des Lumières, et participa de façon décisive à la renaissance culturelle grecque, ainsi qu’à une prise de conscience pré-révolutionnaire en Grèce. Son activité philologique inlassable et ses travaux d'éditions de textes grecs anciens en font le pionnier de la philologie grecque moderne. La puissance de sa réflexion politique lui a conféré un prestige et un rayonnement exceptionnels, tant à Paris, où il vécut une grande partie de sa vie, qu'en Grèce.

## Biographie

### La jeunesse à Smyrne (1748-1771)

#### Une famille cultivée
Adamántios Koraïs naît au sein d'une famille cultivée où le savoir est à l'honneur. Son père, Ioánnis Koraïs, un négociant en soie originaire de Chios, sans être un savant, tient en grande considération les choses de l'esprit. Son intelligence, son éloquence et sa position sociale font de lui un notable de Smyrne, puisqu'il remplit les fonctions politiques de « démogéronte », de président de l'hôpital, de marguillier de l'église grecque locale, et de président de la fédération des négociants de Chios. La mère d'Adamántios Koraïs, prénommée Thomaïs, est une femme instruite. Toute la famille compte un grand nombre d'intellectuels et de savants. Le grand-père paternel, Antoine Koraïs, originaire de Chios, était un médecin qui s'intéressait aussi aux lettres et à la philosophie. Il avait composé en 1702 une Ode à Henri François Daguesseau en vers antiques. Mais c'est sans conteste le grand-père maternel, Adamántios Petirdoglou ou Rhýssios, qui joua le rôle le plus décisif dans le destin de Koraïs. Il fut professeur à Constantinople et à Chios, puis devint un notable respecté à Smyrne. À sa mort en août 1746, il suscita par testament une noble émulation chez ses petits-fils pour hériter de sa riche bibliothèque : c'est à Adamantios Koraïs qu'elle échut, éveillant en lui un désir d'apprendre qui ne s'éteindra plus. Enfin, un cousin, qui avait été maître d'école, nourrissait des idées progressistes, et un oncle, Sophrónios de Belgrade, était un évêque ami des lettres et des savants.
Adamántios Koraïs a un frère, Andréas, de trois ans plus jeune que lui ; six autres enfants de la famille sont morts en bas âge.

#### La passion du savoir
Dans cette ambiance familiale où culture religieuse et savoir littéraire vont de pair, Adamántios Koraïs montre de bonnes dispositions pour l'étude. L'enfant apprend d'abord les rudiments de l'instruction auprès de sa mère, une des rares femmes à savoir lire et écrire à cette époque, quand presque toutes étaient illettrées. À l'école évangélique de Smyrne, il reçoit ensuite d'un maître d'école à la pédagogie réactionnaire, « un enseignement pauvre en savoir, mais riche en coups de bâton», selon ses propres dires. Le Père Iérothéos Dendrinos est en effet connu pour la sévérité de ses méthodes, mais l'apprentissage du grec ancien est cependant excellent, et au contact direct des auteurs de l'antiquité classique, Koraïs parvient à manier cette langue avec aisance.
Dans la bibliothèque héritée de son grand-père, il découvre bientôt l'œuvre de Strabon dans une édition savante, datant de 1707, enrichie des notes en latin d'Isaac Casaubon ; cet ouvrage, en lui faisant prendre conscience des insuffisances de l'éducation scolaire qu'il a reçue, développe en lui une véritable passion du savoir. Il comprend que pour approfondir sa science, il lui faut apprendre le latin ; il s'en approche indirectement en se mettant à l'étude de l'italien et du français. Plus tard, il apprendra d'autres langues étrangères, l'allemand et même l'hébreu en 1764.
Mais c'est auprès du pasteur protestant résidant à Smyrne, le Hollandais Bernhard Keun, qu'il peut enfin trouver le pédagogue et le savant accompli dont il a besoin : en échange des cours de latin que dispense le pasteur, Koraïs lui donne des cours de grec. Autorisé à consulter librement la bibliothèque de Bernhard Keun, le jeune Koraïs commence ainsi à s'intéresser à l'érudition classique occidentale. Le voici désireux de poursuivre des études supérieures en Europe, mais son père souhaite faire de lui un négociant chargé de développer l'entreprise familiale : on décide finalement que le jeune homme s'installera à Amsterdam, où il peut poursuivre des études supérieures et prolonger également les activités commerciales de son père.

### Amsterdam ou le goût de la liberté (1771-1777)

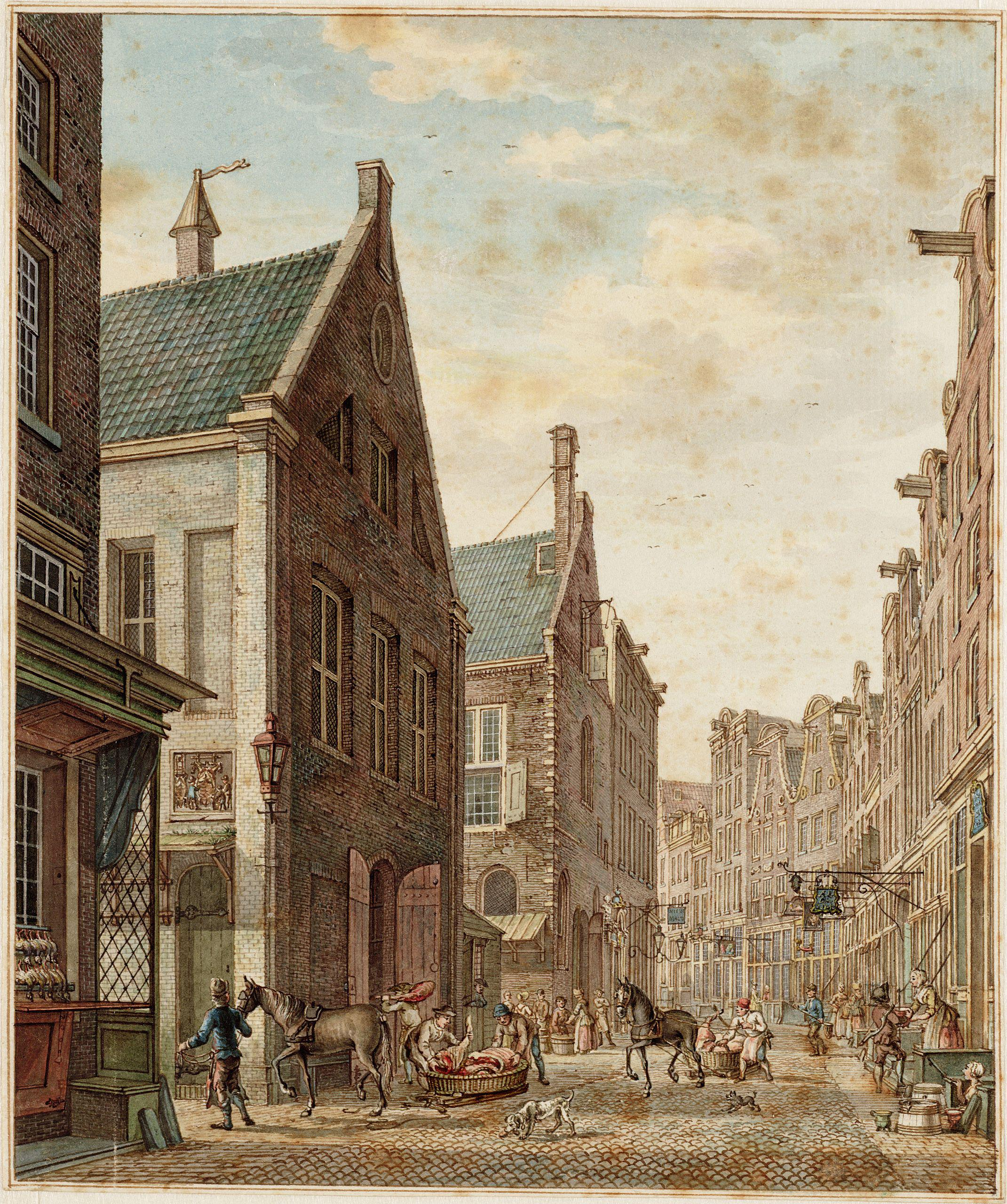
Une rue d'Amsterdam vers 1771.

Embarqué sur un navire danois, Koraïs arrive à Livourne après vingt-six jours de navigation, et de là gagne Amsterdam. En 1771, la capitale de la Hollande était un des centres intellectuels les plus importants d'Europe. Avec son régime libéral et tolérant, ce pays était devenu le refuge de la liberté de pensée. La petite communauté grecque de cette ville a adopté l'esprit des Lumières et place tous ses espoirs dans une renaissance de la Grèce par le biais de l'éducation et des livres.
Koraïs arrive à Amsterdam avec des lettres de recommandation de son maître Bernhard Keun pour un couple de savants, Andrien Buurt et Carolina van Lynden. Auprès d'Andrien Buurt, il apprend la logique et les Éléments d'Euclide, tout en s'intéressant au théâtre. Passer d'une petite ville orientale comme Smyrne au grand centre cosmopolite d'Amsterdam transforme profondément Koraïs : à la soif de savoir qui l'habitait depuis plusieurs années s'ajoute maintenant un désir passionné de vivre. Il apprend à jouer de la guitare, s'initie à l'escrime, et s'enivre de toutes les libertés qui lui sont brusquement offertes. Il noue même une idylle amoureuse avec la fille du maître de maison. Dans une lettre datée de 1774, Stamátis Pétros, l'auxiliaire expérimenté que le père a adjoint à son fils pour l'assister dans l'entreprise commerciale de la famille, dépeint Koraïs comme un jeune mondain, « habillé à l'occidentale, portant un chapeau à la mode française, allant tantôt à l'Opéra, tantôt chez sa bien-aimée, et livré aux vanités et aux plaisirs. » La conclusion est sans appel : « Il n'est pas fait pour le négoce. »
Durant six ans à Amsterdam, Koraïs a sans doute précipité la ruine financière de la famille, et il s'est abandonné aux plaisirs et aux mondanités, reconnaissant lui-même que « sa jeunesse avait tangué sous une tempête de passions. » Mais il s'est aussi beaucoup cultivé : auprès de quatre professeurs, il a appris le néerlandais, l'hébreu, l'espagnol, le français, et la géométrie, s'initiant aussi à la musique et au sport; il a ainsi acquis le goût d'un humanisme embrassant tous les aspects de la vie humaine ; désormais, le voici animé d'un profond amour de la liberté qui détermine son destin : les Turcs, déjà responsables à ses yeux de maintenir Smyrne dans l'ignorance et l'obscurantisme, sont à présent l'objet de son aversion furieuse, car, dit-il « j'avais goûté à la liberté d'un État bien gouverné. » C'est de cette liberté qu'il ne va plus cesser de rêver pour affranchir la Grèce de la domination turque.

### Retour à Smyrne (1777-1782)
En 1777, il est contraint de quitter Amsterdam, à son grand regret ; la perspective de retourner dans Smyrne occupée par les Turcs lui est un crève-cœur insupportable. Alors, il fait traîner en longueur le trajet du retour, dans l'espoir d'obtenir l'autorisation de ses parents de venir étudier en France : il passe par Leipzig, où il entre en contact avec le savant et écrivain Thomas Mandakásis qui lui fait découvrir la pensée d’Eugène Voúlgaris; il s'arrête quarante jours à Vienne où son oncle, l'archevêque Sophronios, s'est placé sous la protection de l'impératrice Marie-Thérèse d'Autriche (1717-1780), puis gagne Trieste et enfin Venise, où il passe l'hiver 1778.

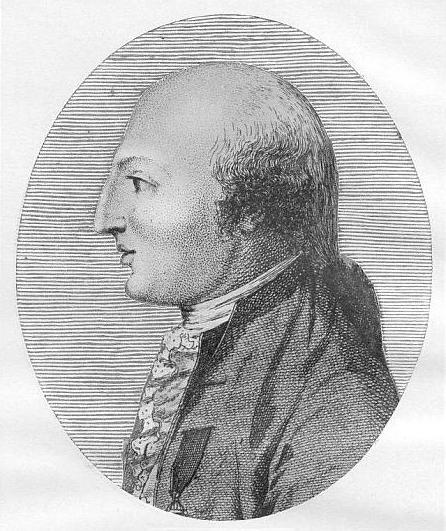
L'helléniste Jean-Baptiste-Gaspard d'Ansse de Villoison, ami de Koraïs.

Le retour à Smyrne n'est que source d'afflictions : la ville a en grande partie été détruite par un tremblement de terre et par un incendie, et la maison familiale a brûlé. Koraïs sombre dans une profonde mélancolie, « à en perdre la raison », dira-t-il. Pendant quatre ans, ce qui le sauve du désespoir, c'est le réconfort quotidien que lui apporte son ami le pasteur Bernhard Keun, et les promenades hors de la ville « pour ne pas rencontrer de Turcs ». Pour le garder à Smyrne, ses parents vont même jusqu'à projeter de le marier à une jeune fille très riche et d'une grande beauté, mais « l'amour de la liberté » est plus fort. Koraïs est toujours décidé à partir étudier la médecine en France. Il écrit même, en 1782, une lettre au grand helléniste Jean-Baptiste-Gaspard d'Ansse de Villoison qui reconnaît chez ce correspondant inconnu une bonne connaissance du grec, et en témoigne à l'humaniste hollandais Wyttenbach. Pour ne pas aggraver son état de santé qui s'est dégradé, ses parents cèdent à son désir. Il quitte Smyrne, gagne Livourne où il est retenu en quarantaine dans le lazaret pendant un mois, puis par Marseille, arrive à Montpellier le 9 octobre 1782.

### Montpellier: les études de médecine (1782-1788)
Koraïs s'inscrit à la Faculté de Médecine et le choix tactique de cette discipline révèle son irréductible aversion pour la domination ottomane. Car cet esprit amoureux de la liberté et du savoir est encore rongé par la crainte de devoir un jour rentrer à Smyrne et y subir le joug des Turcs ; or, dit-il, « il n'y a qu'avec les médecins que cette race de sauvages est obligée de feindre quelque douceur ». L'Université de Montpellier est à cette époque l'une des meilleures universités françaises ; les savants qui y enseignent, entre autres Pierre Marie Auguste Broussonet, Jean-Antoine Chaptal et surtout Grimaud, ardent défenseur de la médecine hippocratique, ne vont pas tarder à reconnaître les mérites de Koraïs.
Tout en menant ses études de médecine, il cultive son amour des lettres grecques et latines, et lit aussi avec intérêt les philosophes européens de son temps, David Hume, Condorcet, Helvétius et Voltaire. Mais le 21 juillet 1783, son père meurt, et un an plus tard, c'est sa mère qui meurt à son tour : privé de ressources, Koraïs connaît alors des difficultés. La pauvreté va marquer toute sa vie, mais sans l'affecter moralement. Il parvient à poursuivre ses études de médecine grâce à l'aide financière de ses proches et au produit de la vente de la maison familiale. Pour augmenter ses revenus, il travaille à de multiples traductions de l'allemand ou de l'anglais en français : il traduit plusieurs ouvrages de médecine, et les questions religieuses l'intéressant aussi, il traduit entre autres un Catéchisme où se révèlent son esprit progressiste et l'influence de Iósipos Misiódax.
En 1786, il soutient sa thèse de médecine, dédiée à l'ami et au maître respecté, le pasteur Bernhard Keun ; intitulée Précis de Pyrétologie, cette thèse, où il étudie la fièvre dans une perspective hippocratique, lui vaut les plus vifs éloges du jury. À partir de juillet 1786, et pendant quatre mois, il est chargé d'un cours à l'Université de Montpellier, intitulé Du cœur, des artères et des veines. Il achève en même temps sa thèse complémentaire, également écrite en latin sous le titre Medicus Hippocraticus, sive de praecipuis officiis medici. À Montpellier en 1787, il publie sa traduction de la Médecine clinique de l'Allemand Christian Gottlieb Selle, et l'adresse en hommage à la Société royale des Sciences de Montpellier : en retour, celle-ci lui confère la qualité de membre correspondant, ce qui vient couronner sa consécration de savant.
Il jouit dès lors d'une brillante réputation, au point que ses professeurs cherchent à le retenir à Montpellier, mais il songe à s'établir comme médecin dans l'Heptanèse ; auparavant, il désire découvrir Paris, « séjour de tous les arts et de toutes les sciences », qu'il considère avec respect comme « la nouvelle Athènes ». Il part donc, muni de lettres de recommandation de ses professeurs : « La bienveillance à mon égard de Broussonet, de Grimaud et de Chaptal, en particulier, a été l'un des bonheurs de ma vie », écrira-t-il.

### Paris: l'expérience de la Révolution française

#### Naissance d'un érudit

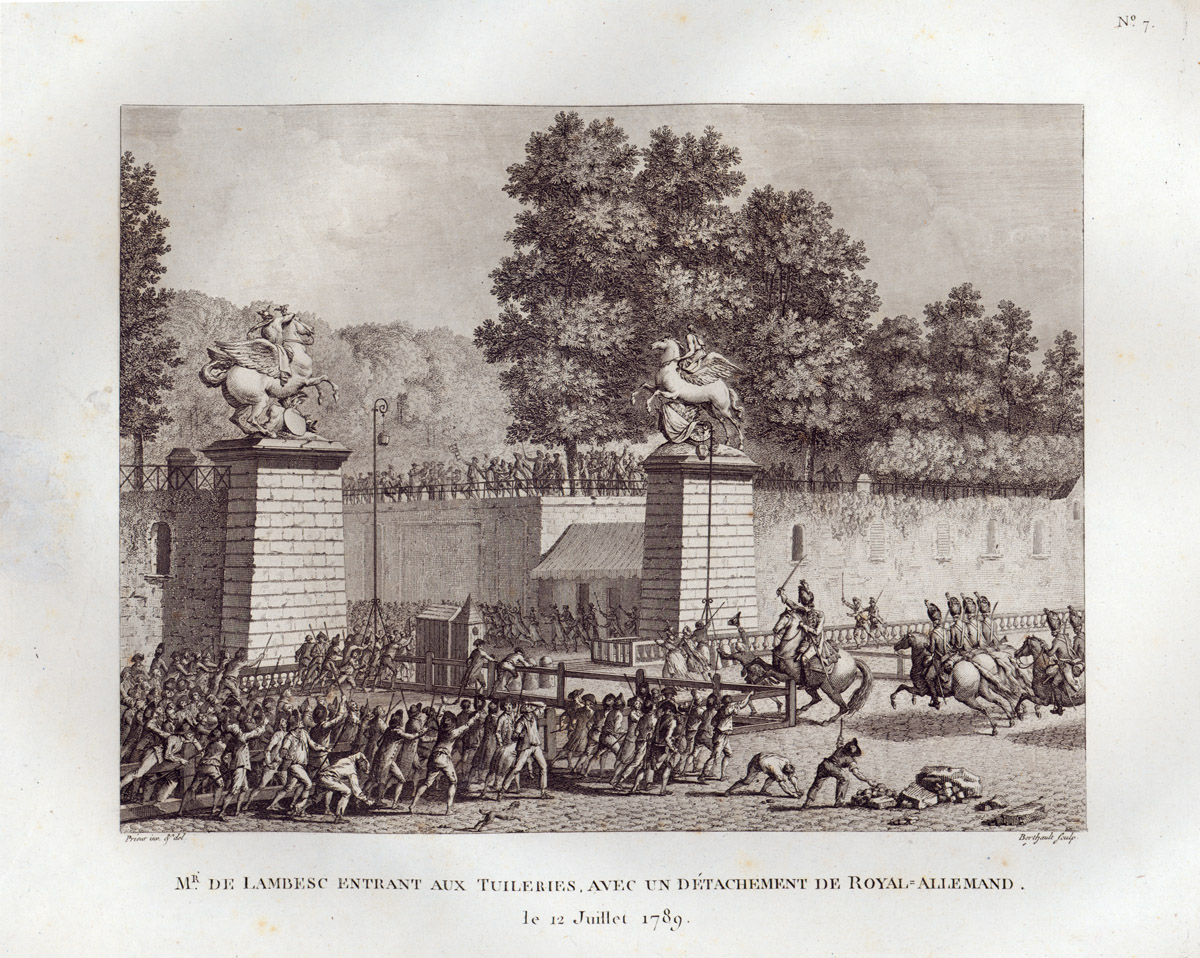
M. de Lambesc entrant aux Tuileries avec un détachement de Royal-Allemand, le 12 juillet 1789 (Gravure de Pierre-Gabriel Berthault, Musée de la Révolution française).

Koraïs arrive à Paris le 24 mai 1788 ; il devient bientôt un observateur direct et pénétrant de la Révolution française et de ses suites. De cette Révolution, il fait un récit passionnant dans ses Lettres au Protopsalte de Smyrne, Démétrios Lotos. C'est en spectateur curieux qu'il assiste d'abord aux premières émeutes : « Au milieu de ces troubles, je sortais chaque jour pour voir de mes yeux toutes ces choses terribles qui étaient nouvelles pour moi », écrit-il. Il est surpris, au cours d'une « promenade au jardin du Roi, nommé les Tuileries », d'entendre une fusillade qui éclate le 12 juillet 1789 contre les troupes du Prince de Lambesc ; deux jours plus tard, il est horrifié de voir les têtes sanglantes du gouverneur de la Bastille et de son major promenées dans les rues au bout d'une pique par la foule des Parisiens. Aux sarcasmes mordants dont il se sert pour railler le clergé et la noblesse, « caste excessivement tyrannique et orgueilleuse comme celle des moines », on devine aisément sa satisfaction de voir abolis leurs privilèges.
Ces troubles révolutionnaires ne l'empêchent pas de mener ses travaux d'érudition. En juillet 1790, après avoir déménagé pour s'installer chez son ami le juge et helléniste Étienne Clavier dont la riche bibliothèque lui est d'un grand secours, Koraïs accumule des notes pour une édition d'Hippocrate qu'il espère corrigée des erreurs des copistes ; l'helléniste Gaspard d'Ansse de Villoison, enthousiasmé par les premiers fruits de ce travail, l'encourage « avec une ardeur et une amitié sans pareilles », qualifiant son ami auprès des savants anglais, allemands et hollandais de « premier critique de l'Europe ». Durant cette période, il assiste aussi à des circonstances historiques qui l'emplissent d'étonnement et d'émotion : en avril 1791, il suit, au milieu d'une foule innombrable, « la magnifique cérémonie funèbre dont il n'y a d'exemple dans aucune histoire » pour les funérailles de Mirabeau, et en juillet, il ne peut retenir ses larmes quand il voit passer sous sa fenêtre le convoi qui transfère les cendres de Voltaire au Panthéon, et « ses livres portés en triomphe et entourés par une foule d'académiciens ».
Mais la guerre déclarée avec l'Autriche en avril 1792, puis l'entrée en guerre de la Prusse le 6 juillet suivant, bientôt suivie par l'abolition de la monarchie, entraînent une effervescence et une insécurité telles dans Paris que chacun s'arme : Koraïs, au comble de l'inquiétude, a acheté un sabre. « Nous nous trouvons de nouveau dans une grande terreur », écrit-il, ajoutant : « Je regrette de n'avoir pas passé en Angleterre, il y a deux mois lorsqu'il y avait encore moyen de s'en aller. Maintenant on ne permet plus à personne de sortir de Paris ».
Le peuple parisien qu'on jugeait avant la Révolution « plein de sagesse, de douceur, de philanthropie et d'amabilité, à l'égal des Athéniens de jadis, et léger comme eux », se révèle étonnamment capable de susciter un bouleversement politique majeur et de renverser la monarchie. En grand intellectuel, ami des Lumières, Koraïs attribue cette capacité au développement de l'instruction chez le peuple français qui a suscité l'amour de la liberté. C'est une leçon qu'il retient pour le peuple grec, et qui décide aussi du destin de Koraïs : car refusant désormais de subir le joug d'un tyran, il choisit de se fixer définitivement en France, et de concentrer tous ses efforts à éclairer ses compatriotes, dans toute la mesure de ses moyens, en contribuant à leur éducation. Le seul moyen d'y parvenir, c'est, dit-il, « de publier les auteurs grecs avec une longue préface en langue vulgaire de manière à ce qu'ils soient lus non seulement par ceux qui ont étudié le grec ancien, mais aussi par les hommes du peuple » : sa conviction est que l'indépendance politique des Grecs passe par leur progrès intellectuel et moral. Avec une grande rigueur, et l'exigence d'un vrai savant, il considère que pour établir une édition critique des auteurs grecs de l'Antiquité, il a besoin d'une connaissance plus approfondie de la langue grecque. C'est ainsi que le médecin Koraïs va se muer en philologue érudit : « Pour acquérir cette connaissance et y consacrer toute mon attention, j'abandonnai l'exercice de la médecine et toute autre occupation. »

#### Dans la tourmente révolutionnaire
Mais la Révolution française, bientôt suivie par la tyrannie de Robespierre, contraint l'helléniste à interrompre momentanément ses travaux, et à se retirer pendant plusieurs mois à la campagne, près de Nemours, chez Étienne Clavier. Il part à contre-cœur, avec le douloureux sentiment de mener la vie d'un vagabond, « chassé de son asyle  » ; il souffre cruellement de l'humidité de la campagne ; mais il reconnaît aussi que cet ami l'a « arraché à la mort ». Au cours de son second séjour chez Étienne Clavier, en 1795-96, il cède au désespoir au point de songer à aller passer le reste de ses jours à Naples, pour y jouir d'un meilleur climat et ne pas être à la charge d'autrui.
Pour se procurer quelques ressources, il traduit des ouvrages de médecine : l’Introduction à l'étude de la nature et de la médecine de Selle, en 1795, et l’Esquisse d'une histoire de la médecine et de la chirurgie de W. Black, en 1798. Il publie aussi, en 1796, dans le Magasin encyclopédique, une brève étude littéraire « sur le testament secret des Athéniens dont parle Dinarque dans sa harangue contre Démosthènes ». Pour la première fois, il y fait la démonstration de son savoir philologique, en réfutant les conjectures erronées des savants Corneille de Pauw et Friedrich August Wolf. Koraïs est fier de décocher ce qu'il appelle « un petit soufflet » à de Pauw (coupable à ses yeux d'avoir considéré les Grecs comme d'incorrigibles barbares), en attendant de lui asséner bientôt « le grand coup de bâton » : « Dans ce petit mémoire, écrit-il, je démontre à ce docte personnage qu'il n'a pas compris un seul mot du rhéteur Dinarque (quoiqu'il se vante de savoir la langue grecque à fond), et qu'il a effrontément volé une observation philologique du savant Reiske, qu'il a présentée comme un produit de son esprit. » Avec ce coup d'éclat, Koraïs inaugure la mission patriotique qui va inspirer toute sa vie, animée par cet ardent désir de venger sa nation contre les calomnies et les niaiseries dont on accable les Grecs à cette époque.
Mais la période est particulièrement critique : durant le Directoire, avec la crise économique et la déroute financière que connaît alors l'État français, même les riches armateurs grecs important du blé en France ne sont plus payés en raison de cette faillite ; Koraïs lui-même subit une nouvelle période de sévères privations et de souffrances ; il jette à présent l'anathème sur « la plus horrible révolution qui ait jamais existé dans les annales de ces êtres qu'on appelle hommes. » Ces circonstances l'obligent à demander le secours de ses amis à Smyrne ; il connaît la misère : « Je suis dénué d'habits, de linge et de mille autres choses nécessaires à la vie, sans compter que je n'ai pu encore remplacer quelques livres, indispensables pour mon travail, que je fus forcé de vendre lorsque le pain se payait 40 francs la livre ».

### Le temps de l'engagement et des grandes œuvres (1798-1821)

#### Le héraut de la cause grecque

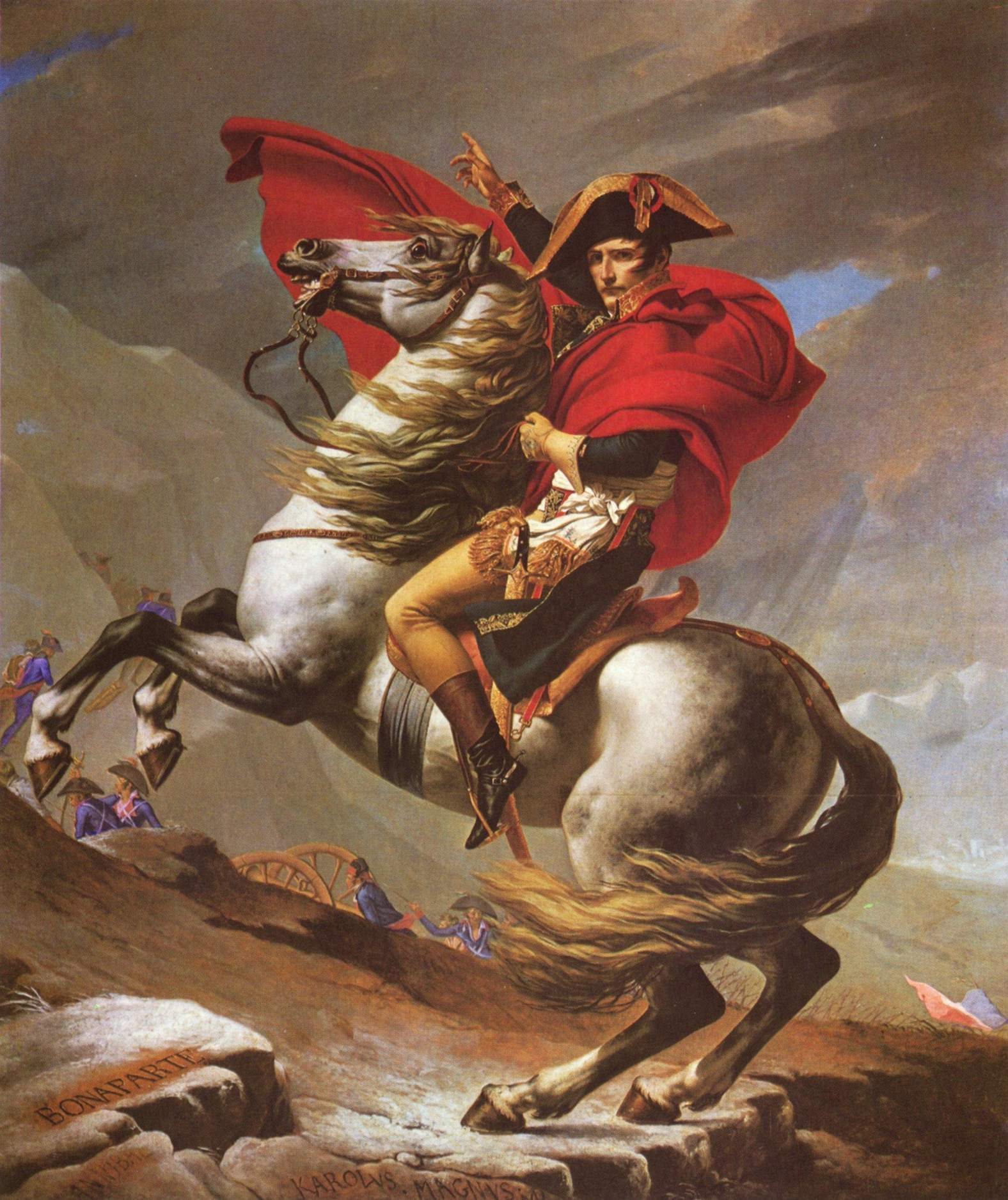
Napoléon, porteur des idéaux révolutionnaires (Napoléon franchissant le col du Grand Saint-Bernard, par Jacques-Louis David, 1800).

Cependant, les guerres napoléoniennes qui commencent à s'étendre vers l'Orient et la Grèce font naître l'espoir : à la suite du déclenchement de la campagne d'Égypte, l'empire ottoman déclare la guerre à la France en 1798, et des combats opposent l'armée française et les Ottomans en Épire au cours de l'année. Cette situation coïncide aussi avec le premier soulèvement du patriote grec Rigas Vélestinlis contre la domination ottomane. Chez les Grecs asservis, la Révolution française et sa propagande font souffler un vent d'espoir.
Pour Koraïs, une nouvelle période s'ouvre, au service de l'indépendance de la Grèce. Il s'engage avec ardeur dans cette lutte pour la liberté : à l'occasion de la mort de Rigas en juin 1798, il aborde le combat politique en publiant anonymement la brochure Exhortation fraternelle en réponse à une brochure qui s'opposait aux idées libérales et soutenait le pouvoir ottoman sous le titre Exhortation Paternelle. L'année suivante, il dédie aux « Grecs libres de la mer Ionienne » une édition en grec ancien et sa traduction en français des Caractères de Théophraste, éditée aux frais de Thomas Spaniolakis, et où s'expriment ses préoccupations de moraliste. Son travail d'érudition philologique trouve aussi sa première reconnaissance officielle avec la publication, enrichie de ses commentaires, du traité hippocratique Sur les vents, les eaux et les lieux : l'ouvrage connaît un succès prodigieux et en 1810, reçoit le prix de cinq mille francs de l’Institut de France, décerné à l'unanimité du jury. Son poème Chant de guerre, en 1800, et Le Clairon de la guerre en 1801 (signé du pseudonyme très patriotique de « l'Intrépide Marathonien ») traduisent l'espoir d'une intervention française pour la libération de la Grèce, après la campagne d'Égypte de Napoléon, car c'est de la France que le salut doit venir, et non de la Russie, comme on avait pu le croire. Avec ces deux œuvres, Koraïs cherche à inspirer confiance dans les campagnes militaires françaises et à insuffler l'enthousiasme dans le cœur des Grecs.
Mais l'inquiétude de Koraïs pour son pays se fait plus vive en 1803 et le conduit à présenter devant la Société des observateurs de l'homme, dont il est membre, son Mémoire sur l'état actuel de la civilisation dans la Grèce : il veut montrer aux Français que le peuple grec, bien qu'asservi, mérite un intérêt véritable : « Heureux ! si je pouvais intéresser mes respectables collègues au sort d'un peuple qui fait des efforts pour sortir de la barbarie », écrit-il. Ce mémoire est suivi, en 1805, par la brochure : Ce que doivent faire les Grecs dans les circonstances présentes. Dialogue de deux Grecs à la nouvelle des brillantes victoires de l'empereur Napoléon. L'espoir d'une libération immédiate s'éloigne, mais l'auteur ne renonce pas à prodiguer exhortations et conseils à ses compatriotes.

#### Le philologue au service de la Grèce
Ces œuvres contribuent à faire connaître Koraïs auprès des érudits, en Grèce comme en France. Il obtient l'estime et l'amitié de plusieurs savants, philologues et hellénistes, entre autres Etienne Clavier, Chardon de la Rochette, Gabriel de La Porte du Theil et Jean-Baptiste-Gaspard d'Ansse de Villoison, mais aussi de l'imprimeur-éditeur Ambroise Firmin Didot. Bonaparte, alors Premier Consul, ayant souhaité que fût traduite la Géographie de Strabon, Chaptal, qui est ministre de l'Intérieur, recommande son ancien élève Koraïs : celui-ci va collaborer pour la traduction du texte avec l'historien Gabriel de La Porte du Theil, tandis que le géographe Gosselin est chargé des notes. Ce travail de longue haleine l'occupera encore pendant plusieurs années. Le premier tome de cette traduction est offert à l'empereur en 1805, et chacun des savants percevra pour sa contribution une rente à vie de deux mille francs.
Koraïs fournit parallèlement un énorme travail de traduction et d'édition philologique : préparée depuis 1796, la traduction du traité de Cesare Beccaria sur Les délits et les peines paraît en 1802 : l'ouvrage, dédié par Koraïs aux Grecs libres de la République des Sept-Îles « pour servir les belles espérances » qu'il nourrissait pour sa patrie, fait vive impression en Grèce. La même année paraît son édition corrigée du roman de Longus, Daphnis et Chloé, et deux ans après, les Éthiopiques d'Héliodore, à l'initiative d'un ami grec qui assume le coût de leur publication.
C'est aussi grâce à la grande générosité de riches négociants grecs, partisans de l'éducation et des Lumières, les frères Zosimas, que Koraïs peut publier par la suite le fruit de son travail. Car à partir de 1805, il s'attelle à ce qui sera son œuvre majeure, la Bibliothèque grecque. Cette énorme entreprise représente l'effort pour mettre à la portée du grand public les chefs-d'œuvre de la littérature grecque de l'Antiquité, dans un texte établi avec soin, accompagné d'un apparat critique et précédé de longues préfaces. Sont ainsi éditées, entre autres, les œuvres d'Isocrate, de Lycurgue, de Xénophon, d'Aristote, de Platon, ou les Vies Parallèles de Plutarque. La plupart des préfaces de Koraïs, connues sous le titre de Pensées improvisées ou Prolégomènes, forment la synthèse de toutes ses conceptions sur l'éducation, la langue ou la politique, et expriment essentiellement la nécessité de réintroduire les idées que l'Europe des Lumières avait reçues de l'Antiquité grecque.

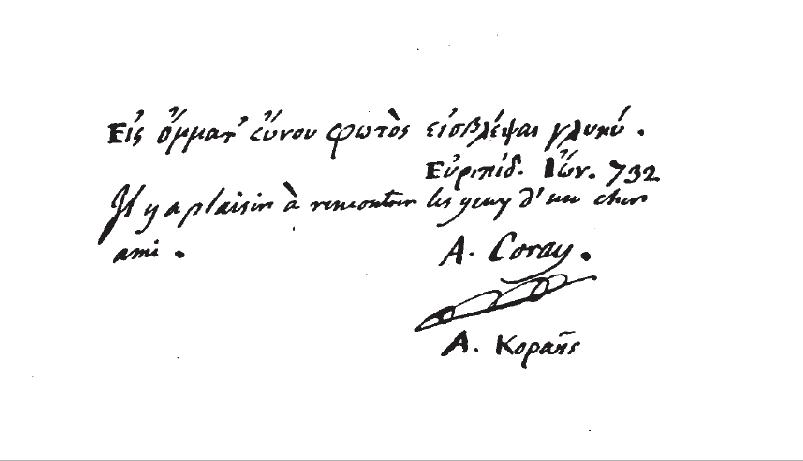
Écriture et signature de Koraïs.

De 1811 à 1820, poursuivant inlassablement ses travaux d'érudition, il publie, grâce à la contribution financière des habitants de Chios, les œuvres de Xénocrate et de Galien ; ce dernier ouvrage, intitulé « Sur la nourriture que fournissent les produits provenant de l'eau », acquiert une certaine célébrité pour les précisions apportées par Koraïs sur les noms des poissons en grec ancien, rapprochés de leurs noms en grec commun; il édite aussi les œuvres de Strabon en quatre volumes et de Marc Aurèle, et publie les quatre premiers chants de l'Iliade.
À la même époque, il collabore activement à la revue bimensuelle du Mercure savant, fondée et publiée à Vienne par l'archimandrite Anthime Gazis ; il en devient un des rédacteurs réguliers aux côtés d'autres savants grecs, afin de mieux contribuer à l'éducation de ses compatriotes. Cette revue traite de toutes les questions philologiques et intellectuelles intéressant la situation de la Grèce à cette époque. C'est ainsi qu'en 1813, quand éclate la question linguistique grecque pour savoir si c'est la langue puriste ou la langue démotique qui doit s'imposer dans l'enseignement, Koraïs y exprime sa position personnelle. Un conflit ne tarde pas à se déclarer entre les partisans de la langue vulgaire et les tenants d'une langue archaïsante : Koraïs s'oppose farouchement aux partisans de la langue puriste, et il est alors en butte à de violentes attaques. Il s'en montre très affecté : « Une bande de fanatiques et de pédants m'a déclaré la guerre, et cherche à empoisonner le peu de jours qui me reste encore à vivre », écrit-il en 1815, ajoutant : « Ils assouvissent leur rage sur tous ceux qui recommandent les lumières. »

#### Le patriote désintéressé
Ces activités multiformes empêchent Koraïs d'accepter les postes de professeur, pourtant prestigieux, qui lui sont proposés. Il refuse ainsi, une première fois, en 1805, la chaire de philologie grecque au Collège de France en remplacement de Gaspard d'Ansse de Villoison, puis de nouveau en 1814, la chaire, devenue vacante au décès d'Édouard-François-Marie Bosquillon. Il avait auparavant refusé un poste de précepteur chez un riche Anglais, et en 1816, il ne fait que la moitié du chemin qui lui aurait permis de devenir membre de l'Académie des inscriptions et belles-lettres. La mission patriotique dont il a fait son apostolat depuis 1789 est à ses yeux si primordiale qu'elle devient exclusive. Mais son sens élevé de l'honneur l'a aussi empêché d'accéder à certaines fonctions. Il en donne lui-même deux exemples significatifs dans son autobiographie. Pour devenir membre de l'Académie des Inscriptions et Belles-Lettres, le postulant devait s'inscrire d'abord sur un registre de candidatures, puis, avant le vote, « rendre personnellement visite à chacun des membres pour les prier humblement de lui accorder leur suffrage. » Et Koraïs d'ajouter : « Je considérais seulement la première procédure, à laquelle je me suis conformé, sinon comme un devoir nécessaire, du moins comme un usage irréprochable, et je me suis inscrit comme candidat ». Et il en est resté là, ayant pour « principe que, quand on se sent bon à quelque chose, on doit toujours attendre d'être cherché, et s'interdire toute démarche qui pourrait être confondue avec l'intrigue ».
Une seconde circonstance montre qu'il faisait passer sa haute moralité avant son intérêt personnel : Napoléon est empereur, lorsqu'on propose à Koraïs et à Étienne Clavier de devenir censeurs des ouvrages à paraître, le premier devant contrôler le grec ancien et le grec moderne, le second, le latin. Cette proposition, accompagnée de l'offre d'une généreuse rétribution annuelle, est repoussée « avec horreur » par les deux amis car, « si l'on attendait de nous une telle besogne, on nous aurait sans doute estimés capables d'exécuter aussi contre salaire des infamies bien pires. »

### Après le soulèvement de la Grèce (1821-1830)

#### Le Maître de la nation
Avec le déclenchement de la Guerre d'indépendance grecque, Koraïs voit se créer dans sa patrie une situation nouvelle qu'il n'attendait que trente ans plus tard, car, dit-il, se libérer du joug ottoman est relativement facile : « Détruire un bâtiment ne demande pas beaucoup de savoir, surtout s'il est branlant depuis longtemps. La grande difficulté est de reconstruire ».

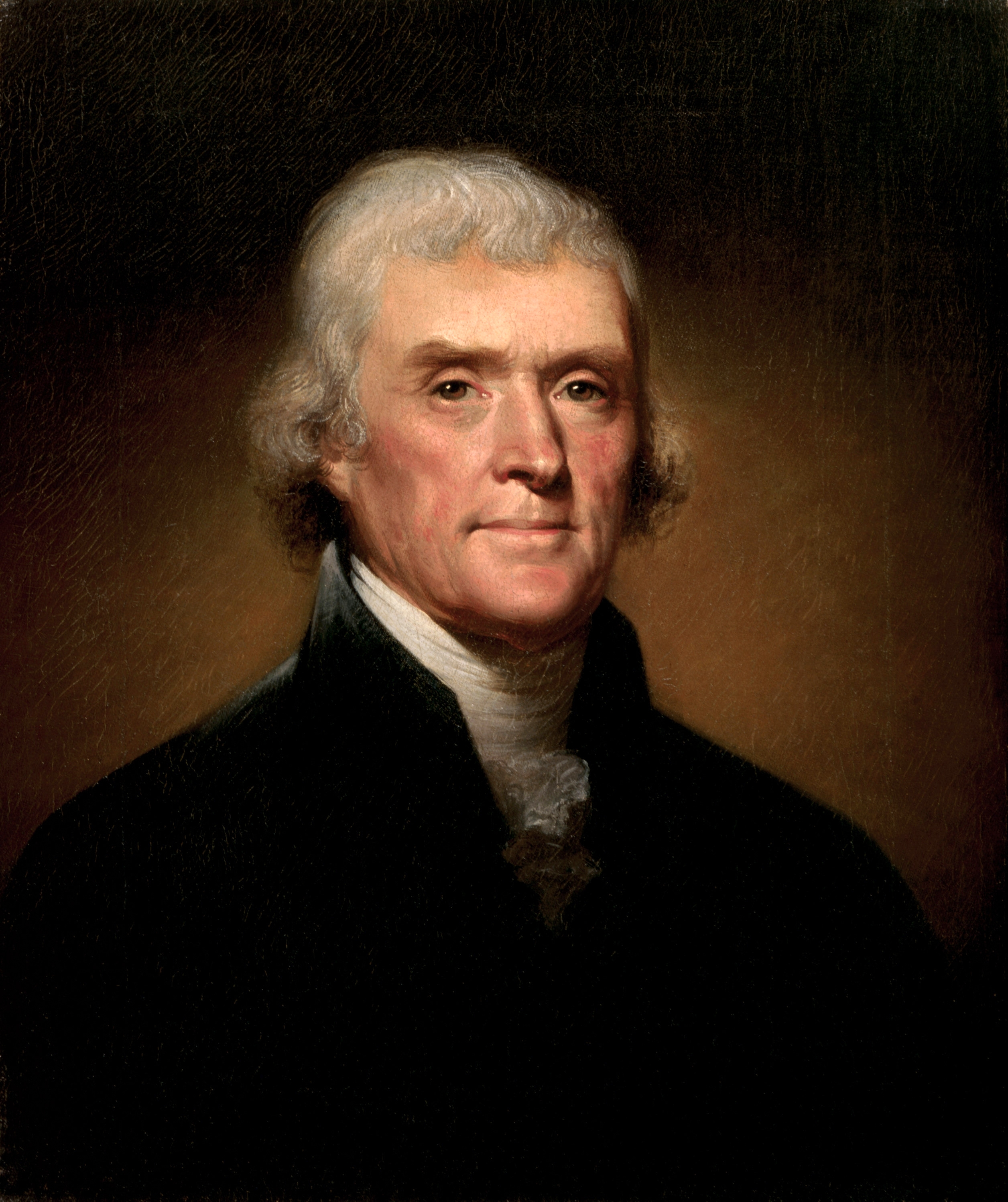
Thomas Jefferson, tableau de Rembrandt Peale (1800).

 Mais même si « le combat a commencé avant l'heure », faisant taire toute objection, il se donne tout entier, et ardemment, à cette lutte à laquelle seuls ses soixante-treize ans l'empêchent de participer les armes à la main : « Si j'avais vingt ans de moins, ni dieux ni diables ne m'auraient empêché de combattre », assure-t-il. Koraïs se fait donc l'âme et le héraut de cette guerre d'indépendance. Il devient un des membres fondateurs du Comité philhellène de Paris destiné à promouvoir la lutte des Grecs et à réunir les secours matériels indispensables. Il entame une correspondance épistolaire nourrie avec plusieurs philhellènes, comme Thomas Jefferson et publie des articles dans des brochures étrangères.
Pour éclairer aussi les Grecs, il leur propose les références politiques et morales dont ils ont besoin dans la Révolution en cours : « Si cela avait été possible, j'aurais voulu publier en même temps tous les moralistes et les écrivains politiques, pour atténuer, autant que je l'aurais pu, les maux qu'on redoutait de la révolution », dit-il. En 1821, il publie donc le Politique d'Aristote, accompagné d'une introduction sous le titre Exhortations politiques ; l'année suivante, il édite l’Éthique à Nicomaque, ainsi que le traité De l'art militaire d'Onésandre, et il traduit la première élégie de Tyrtée, si grande est sa volonté d'inspirer à ses compatriotes l'enthousiasme qui gonfle son cœur. Il dédie ces deux derniers ouvrages aux Grecs combattant pour la liberté. Il anticipe aussi le problème politique de son pays en pleine révolution, dans ses Notes sur la Constitution provisoire de la Grèce de 1822 et dans ses Dialogues de deux Grecs sur les intérêts de leur pays  en préface à un traité de Plutarque. De 1825 à 1827, il présente les questions morales et politiques d'actualité à travers, entre autres, les Mémorables de Xénophon, le Gorgias de Platon, le Manuel d'Épictète, le Discours contre Léocratès de Lycurgue et les quatre tomes des Entretiens d'Épictète par Arrien.

#### Réflexions sur la politique et la langue
Cette immense culture est mise au service d'une profonde réflexion politique qu'elle étaye et éclaire : dans le préambule de ces ouvrages, Koraïs étudie en effet l'évolution des théories et des institutions politiques depuis l'Antiquité grecque jusqu'aux penseurs occidentaux modernes. Cette aisance du grand érudit à illustrer le présent en donnant vie aux chefs-d'œuvre grecs du passé se traduit jusque dans les circonstances de sa vie personnelle : apprenant la défaite de la flotte turque dans la bataille de Navarin, en octobre 1827, Koraïs fait lire à voix haute par ses amis ces vers du Prométhée enchaîné d'Eschyle, en guise de commentaire à l'événement :

« Si l'orage qui se forme vous atteint, n'imputez rien au sort ;

ne dites point que Jupiter vous frappe d'un coup imprévu,

et n'en accusez que vous-même.

Vous êtes prévenus. Ce ne sera ni faute de lumière

ni faute de temps que vous vous serez imprudemment

embarrassés dans le filet du malheur. »

— (vers 1073-1078)

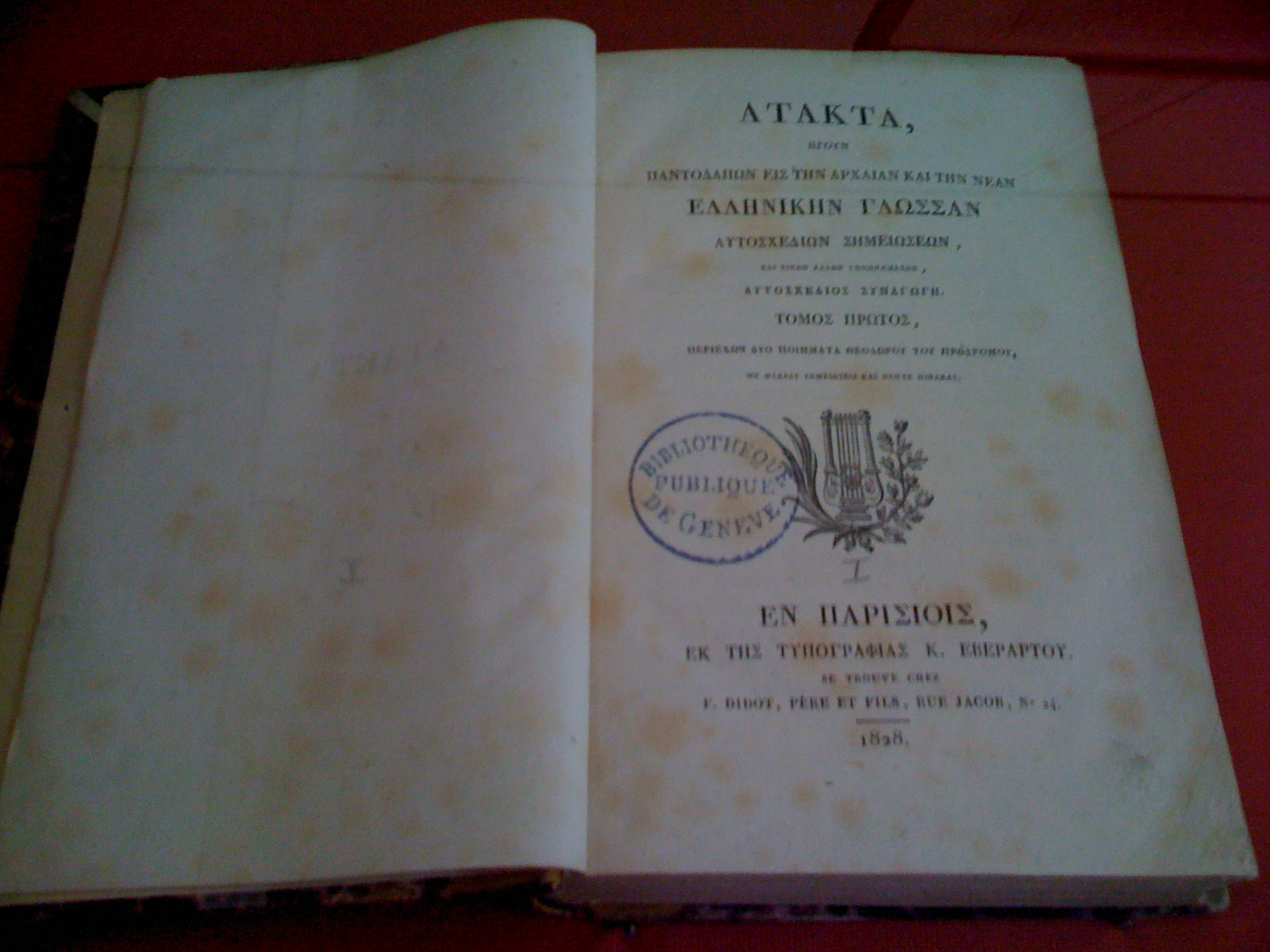
Frontispice des Mélanges, (Ἄτακτα) publiés en 1828.

Toute cette activité philologique de Koraïs ne reste pas sans effet : des hommes politiques et des militaires grecs lui écrivent et lui demandent conseil. Il reçoit des marques d'honneur : on donne son nom à une tour dans Missolonghi ; les membres de la troisième assemblée nationale grecque de Trézène lui adressent, le 9 avril 1827 une lettre de chaleureuse reconnaissance pleine de respect. Désormais, Koraïs est considéré comme le représentant semi-officiel de la Grèce en France.
La longue fréquentation de Koraïs avec les textes grecs de toutes les époques et de tous les styles le met en mesure d'apprécier l'évolution de la langue grecque. Depuis plusieurs années, il accumule des notes et recueille des éléments lexicaux tirés des œuvres de l'Antiquité, du Moyen Âge et de l'époque néo-hellénique, mais aussi de textes de l'Ancien et du Nouveau Testament, ainsi que de la tradition orale. Il réunit cette riche matière dans un recueil varié sous le titre général de Mélanges, contenant, entre autres, les poèmes de Théodore Prodrome du XIIe siècle, et un essai de dictionnaire grec ancien et grec moderne, dans un remarquable travail de lexicographie. La publication de ces Mélanges en cinq tomes s'échelonne de 1828 à sa mort en 1833.
Lorsqu'en mars 1827, Ioannis Kapodistrias devient gouverneur du jeune État grec, Koraïs observe à son égard une certaine défiance. Les deux hommes s'étaient pourtant connus à Paris en 1815, et depuis, entretenaient des relations d'amitié : ils échangeaient dans leur correspondance leurs points de vue sur l'enseignement ou la politique en Grèce, et Koraïs faisait tenir au comte Kapodistrias des exemplaires des ouvrages qu'il publiait. Mais dès sa désignation, Kapodistrias suspend la Constitution et dissout l'Assemblée, concentrant pratiquement tous les pouvoirs entre ses mains : aux yeux de Koraïs, c'est là une sorte de tyrannie qui trahit les sacrifices des combattants grecs pour la liberté. Il publie alors contre Kapodistrias plusieurs pamphlets politiques sous forme de dialogues : en septembre 1830, sous le pseudonyme de G. Pantasidès, il fait paraître son Dialogue de deux Grecs  où il expose « Ce que la Grèce libérée des Turcs a intérêt à faire, dans les circonstances présentes, pour ne pas devenir l'esclave de chrétiens turquisants » ; il y propose l'intervention de la France. Ignorant l'assassinat de Kapodistrias le 9 octobre 1831, il publie un second dialogue de nouveau dirigé contre l'ancien gouverneur. Ces attaques autorisent les adversaires de Koraïs à le juger moralement responsable de cet assassinat ; mais c'était méconnaître gravement la pensée et l'idéal démocratique de Koraïs, puisque dès la première brochure, il écrivait : « La tyrannie n'a jamais été éliminée par l'assassinat d'un tyran. »

### La fin (1831-1833)

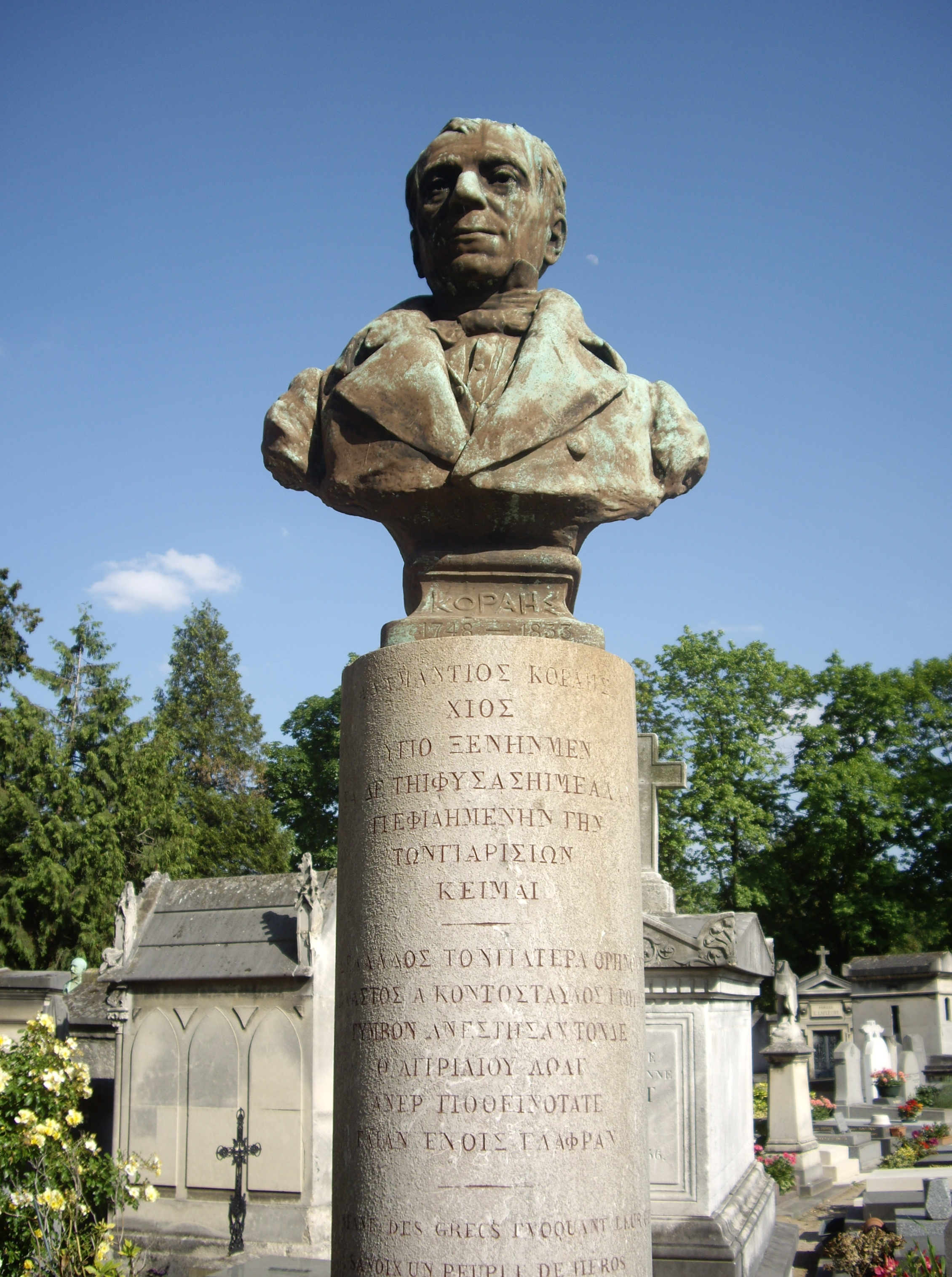
Le buste de Koraïs et son épitaphe, au cimetière du Montparnasse.

Dans les dernières années de sa vie, Koraïs revient à ses chères études philologiques, déçu de voir la Grèce libérée incapable d'assurer sa propre indépendance politique. En 1831, il fait paraître un Vademecum du prêtre, où sont éditées les deux Épîtres de Paul à Timothée, et l'épître à Tite. Auparavant, il avait chargé ses amis et compatriotes, F. Fournarakis, K. Pitsipios, S. Galanis et K. Rallis de recueillir et classer tous ses manuscrits afin de les transmettre à ses héritiers.
Depuis de longues années, Koraïs se plaint de sa santé chancelante et « des infirmités de son âge » ; il souffre en particulier de la goutte. En 1833, après avoir fait chez lui une mauvaise chute qui fait craindre une fracture, il reste alité plusieurs jours, lisant l'ouvrage de Marc Aurèle, seul réconfort contre ses souffrances. Quand la grippe jointe aux douleurs de l'arthrite vient compliquer son état, il s'affaiblit malgré les soins des trois médecins présents à son chevet. Il meurt le 6 avril 1833, à près de 85 ans. Ses amis décrivent un homme dont la vivacité intellectuelle était restée intacte et qui se plaisait, jusqu'au dernier jour, à lire les journaux d'avant-garde de son temps. Il fut inhumé au cimetière du Montparnasse, à Paris, en présence seulement de cinq de ses amis, et à côté de la tombe de son ami, l'helléniste Jean-François Thurot. Sur sa tombe furent gravés les vers suivants en français : 

« Ce noble enfant des Grecs évoquant leur génie,

Fit lever à sa voix un peuple de héros.

La France, ô Coraïs, ta seconde patrie,

Te garde avec orgueil dans la paix des tombeaux. »

Plus tard on ajouta cette inscription : « À la demande unanime des Grecs et avec leur soutien, les cendres de Coray ont été transférées dans la capitale de la Grèce, pour laquelle cet homme d'éternelle mémoire avait tant peiné. » Le transfert eut lieu le 8 avril 1877, au Cimetière Premier d'Athènes, où un mausolée imposant avait été érigé en son honneur. Sur son cénotaphe à Paris s'élève aujourd'hui son buste en bronze, au-dessous duquel on peut lire l'épitaphe suivante composée par Koraïs lui-même : 
| « Ἀδαμάντιος Κοραῆς Χίος Ὑπὸ ξένην μὲν ἴσα δὲ τῇ φυσάσῃ μ’ Ἑλλάδι πεφιλημένην γῆν τῶν Παρισίων κεῖμαι » | « Ci-gît Adamantios Koraïs De Chios Une terre étrangère me couvre Mais cette terre de Paris, Je la chérissais à l'égal de mon pays natal, la Grèce. » |

## Les conceptions de Koraïs

### Politique
En politique, il est notoire que Koraïs, admirateur de Destutt de Tracy, a adhéré aux positions des Idéologues français. Dès 1789, il s'est fait l'observateur attentif de la Révolution française ; il s'est enthousiasmé à ses débuts pour les idées de liberté et de droits civiques qu'elle suscitait, et il a traduit la Déclaration des droits de l'homme et du citoyen de 1789. La fermentation des idées qu'elle propageait en Grèce lui est apparue comme le catalyseur de la révolution morale dans ce pays. La Révolution française a aussi été à ses yeux le facteur « qui a le plus puissamment contribué à consolider dans l'esprit des Grecs l'idée salutaire, qu'ils avaient déjà conçue, de la nécessité de s'éclairer. » Mais il a fermement condamné les excès de la Terreur, quand il a vu « le crime et l'ignorance lever leur tête audacieuse sous l'étendard de l'Athéisme, la vertu et les talents expirer sous le couteau des assassins ». Son jugement se révèle sans complaisance concernant ceux qu'il appelle « les démagogues » de cette période : « Ils allaient nécessairement faire naître un démagogue plus terrible encore, qui ferait cesser les troubles ». Koraïs dresse alors de Napoléon un portrait dans lequel l'éloge de ses qualités est contrebalancé par les critiques sévères formulées contre l'empereur. Car cet homme était « doté des vertus nécessaires à un chef politique et militaire telles que l'Histoire n'en a jamais connues, et capable par nature d'inspirer de la crainte aux agitateurs et du respect aux hommes de paix. » Mais « au lieu de libérer les peuples européens opprimés par des tyrans, il a préféré devenir lui-même le despote des despotes. » La conclusion de Koraïs est que Napoléon « a accompli de grandes choses, mais n'a pas été un grand homme ».
Toute l'activité intellectuelle de Koraïs est gouvernée par le désir de favoriser la renaissance de la Grèce, en l'aidant à sortir de l'ignorance pour se hisser au rang des nations libres, démocratiques et éclairées. Au moment où la Grèce se libère du joug des Turcs, Koraïs réfléchit donc au régime qui serait le plus adapté à ce pays. En démocrate, il souhaite un régime d'équilibre, conciliant liberté et justice, et assurant, avec l'indépendance politique, les droits de l'individu et du citoyen. « J'idolâtre la liberté, écrit-il, mais je voudrais la trouver toujours assise au milieu de la Justice et de l'humanité. » Ses recherches le conduisent alors à étudier les questions de droit et à comparer les constitutions de la France, du Royaume-Uni et des États-Unis. Pour la Grèce, il opte finalement pour un système démocratique proche de celui des Britanniques et des Américains. Mais il avait prévu également que la guerre de libération survenue en Grèce trente ans trop tôt, selon lui, c'est-à-dire avant que l'éducation ait pu répandre ses lumières dans le peuple, ce pays n'arriverait pas à conquérir son indépendance politique : « Si la nation avait eu des gouverneurs instruits (et elle les aurait eus sûrement si l'insurrection était venue trente ans plus tard), elle aurait fait la révolution avec plus de prévoyance et elle aurait inspiré aux autres nations un tel respect qu'elle eût évité tous les maux qu'elle a soufferts depuis de la Sainte-Alliance anti-chrétienne ». Les libelles dans lesquels il s'est attaqué à Ioánnis Kapodístrias qu'il a considéré comme un dictateur traduisent sa déception devant des faits qui lui donnaient raison.

### Religion
Érudit classique, il déteste l'influence que la civilisation byzantine a pu exercer sur la société grecque. Il critique aussi très fortement le clergé orthodoxe, « clergé superstitieux et ignorant, menant à son gré un peuple plus ignorant encore », et à qui il reproche sa soumission à l'Empire ottoman. Il reste cependant persuadé que l'Église orthodoxe grecque a préservé l'identité nationale grecque.

### Langue, culture et éducation

#### La notion demétakénosis
Pour Koraïs, l’Antiquité grecque possédait les lumières de la culture et les fondements des sciences ; au moment de la Renaissance, l'Occident les lui a empruntés et en a reçu la civilisation. Mais durant quatre siècles d'asservissement sous le joug ottoman, les Hellènes ont perdu ce riche patrimoine ancestral et sont devenus des Grecs : c'est pour bien marquer cette différence que Koraïs n'emploie, pour désigner ses compatriotes du XIXe siècle, que le terme de Γραικοί / Graikoí, Grecs, et jamais celui d' Ἕλληνες / Héllēnes, Hellènes. Il faut donc selon lui, opérer une sorte de transfusion, ce qu'il appelle une μετακένωσις / metakénosis, pour transférer tout ce savoir chez les Grecs contemporains ; processus d'autant plus légitime qu'au XVIIIe siècle déjà, avec la publication de l'Encyclopédie, ces Grecs « n'ont regardé les Européens que comme des débiteurs, qui leur remboursaient, avec de très gros intérêts, un capital qu'ils avaient reçu de leurs ancêtres ». Mais comment rendre dans la langue grecque toutes les notions contenues dans les ouvrages savants des Européens ? Koraïs refuse d'introduire des néologismes étrangers dans sa langue, au risque de l'abâtardir ou de l'appauvrir par ignorance de ses ressources propres. Dans les notes et les préfaces de toutes ses publications pour diffuser les chefs-d'œuvre de l'Antiquité grecque, il sait aussi qu'il lui faut répondre à un souci de clarté, en écrivant une langue compréhensible par tous.
Koraïs a inlassablement œuvré pour développer l'éducation en Grèce. Il considère qu'elle ouvre la voie à l'indépendance, mais aussi à la meilleure constitution possible pour la Grèce indépendante. Il encourage les riches familles à ouvrir et soutenir écoles et bibliothèques. Il met sur pied le projet d'une Bibliothèque hellénique : des éditions des auteurs grecs anciens à destination du public grec contemporain, précédées d'une introduction édifiante.

## Publications
Ses principales publications sont :
- Les Caractères de Théophraste, grec-français, 1799 ;
- le Traité des airs, des eaux et des lieux d'Hippocrate, 1800 ;
- les œuvres d'Héliodore d'Émèse, 1804 ;
- la Géographie de Strabon (en collaboration avec Pascal-François-Joseph Gosselin et Gabriel de La Porte du Theil), 1805-1819 ;
- une Bibliothèque grecque en 26 volumes in-8o, 1807-1826, qui comprend Isocrate, Plutarque, Strabon, la Politique et la Morale d'Aristote, Élien, quelques écrits de Platon, de Xénophon, etc.
- Appel aux Grecs, traduit par Guerrier de Dumast.
- Lettres de Coray au Protopsalte de Smyrne Dimitrio Lotos sur les événements de la révolution française, 1782-1793, traduites en français, British Library, Historical Print Éditions, 2011  (ISBN 978-1241459345)

Il est en outre l'auteur d'une abondante correspondance en français et en grec, et de plusieurs pamphlets politiques.

### Œuvres de Koraïs
- (el) Ἀδελφικὴ Διδασκαλία πρὸς τοὺς εὐρισκομένους κατὰ πᾶσαν τὴν ὠθωμανικὴν ἐπικράτειαν Γραικούς, Rome,‎ 1798 (lire en ligne)
- Coray, Traité d'Hippocrate : Des airs, des eaux et des lieux, Paris, Baudelot et Eberhart, 1800 (lire en ligne)
- Adamantios Coray, Mémoire sur l'état actuel de la civilisation dans la Grèce : Lu à la Société des Observateurs de l'homme, Paris, 6 janvier 1803 (lire en ligne)
- (el) Adamantios Coray, Στράβωνος Γεωγραφικῶν : Βιβλία Επτακαιδέκα, Μέρος πρῶτον, Paris, Eberhart,‎ 1815 (lire en ligne)
- Adamantios Coray, Appel aux Grecs : traduit du grec moderne d'Atromète, natif de Marathon, avec la Proclamation d'Ypsilanti aux Français, Paris, Baudouin Frères, juillet 1821 (lire en ligne)
- (el) Αδαμαντίου Κοραῆ, Παραινέσεις πολιτικαὶ πρὸς τοὺς Ἔλληνας, Zurich, Ziegler und Söhnen,‎ 1823 (lire en ligne)
- (el) Adamantios Coray, Ἄτακτα : Παντοδαπῶν εἰς τὴν ἀρχαίαν καὶ τὴν νέαν ἑλληνικὴν γλῶσσαν αὐτοσχεδίων σημειώσεων αὐτοσχέδιος συναγωγή, t. 1, Paris, Eberhart (chez F.Didot père et fils),‎ 1828 (lire en ligne)
- (el) Adamantios Coray, Ἄτακτα : Αὐτοσχέδιος συναγωγὴ περιέχων γλωσσογραφικῆς ὑλης, t. 2, Paris, Eberhart (chez Didot),‎ 1829 (lire en ligne)
- (el) Adamance Coray, Ἄτακτα : Περιέχων Χιακῆς ἀρχαιολογίας ὑλην, δοκίμιον νέας μεταφράσεως τῆς Νέας Διαθήκης, t. 3, Paris, Eberhart,‎ 1830 (lire en ligne)
- (el) Adamantios Coray, Ἄτακτα : Ἀλφάβητον τρίτον, t. 5, Paris, Eberhart (lire en ligne)
- (el) Adamantios Coray, Συλλογή τῶν εἰς τὴν Ἐλληνικὴν Βιβλιοθήκην, καὶ τὰ πάρεργα, Προλεγομένων, Paris, Eberhart,‎ 1833 (lire en ligne)
- (el) Ἀδαμαντίου Κοραῆ, Ἀπάνθισμα Ἐπιστολῶν Ἀδαμαντίου Κοραῆ, Athènes, K. Ralli,‎ 1839 (lire en ligne)
- (el) Ἀδαμαντίου Κοραῆ, Ἀπάνθισμα δεύτερον Ἐπιστολῶν Ἁδαμαντίου Κοραῆ, Athènes, A. Koromila,‎ 1841 (lire en ligne)
- Adamantios Coray, Lettres inédites de Coray à Chardon de La Rochette (1790-1796) : suivies d'un recueil de ses lettres françaises à divers savants, de sa dissertation sur le Testament secret des Athéniens, du Mémoire sur l'état de la civilisation dans la Grèce en 1803, et de ses thèses latines de médecine réimprimées pour la première fois, Paris, Librairie Firmin-Didot et Cie, 1877 (lire en ligne)
- Adamantios Coray, Lettres de Coray au Protopsalte de Smyrne Dimitrios Lotos, sur les évènements de la Révolution française (1782-1793) traduites du grec pour la première fois et publiées par le Marquis de Queux de Saint-Hilaire, Paris, Librairie Firmin-Didot et Cie, 1880 (lire en ligne)

### Ouvrages généraux
- André Mirambel, La littérature grecque moderne, Paris, P.U.F., 1965
- (el) Κ. Θ. Δημαράς, Ιστορία της νεοελληνικής λογοτεχνίας, Αθήνα, Ίκαρος,‎ 1975
- Constantin Th. Dimaras, La Grèce au temps des Lumières, Genève, Librairie Droz, 1969
- (el) Κ. Θ. Δημαράς, Ιστορικά Φροντίσματα : Ο Διαφωτισμός και το κορύφωμά του, t. A', Αθήνα, Πορεία,‎ 1961 (ISBN 960-7043-17-0)

### Études sur Koraïs
Sur la vie et l'œuvre
- (el) Σταμάτης Πέτρου, Γράμματα απο το Άμστερνταμ : Επιμέλεια Φίλιππος Ηλιού, Αθήνα, Ερμής,‎ 1976
- Biographie universelle, ancienne et moderne : Rédigé par une société de gens de lettres et de savants, t. 61e, Paris, Louis-Georges Michaud éditeur, 1836 (lire en ligne)
- (el) Διονύσιος Θερειανός, Ἀδαμάντιος Κοραῆς, t. 1, 2, 3, Τεργέστη, Τύποις τοῦ Αὐστροουγγρικοῦ Λόüδ.,‎ 1889-1890 Télécharger
- (el) Ανδρέας Μάμουκας, Αδαμάντιος Κοραής : Βίος και έργα, Αθήνα, Μορφωτικό Ίδρυμα Εθνικής Τραπέζης,‎ 1999 (ISBN 960-250-175-8)
- (el) Κωνσταντίνος Άμαντος, Ἀδαμάντιος Κοραῆς, Αθήνα, Εστία,‎ 1933, 18 p. Télécharger
- (el) Κωνσταντίνος Άμαντος, Αδαμάντιος Κοραής : Άρθρα και Λόγοι, Αθήνα,‎ 1953
- (el) Κ. Θ. Δημαράς, Ιστορικά Φροντίσματα : Αδαμάντιος Κοραής, t. B', Αθήνα, Πορεία,‎ 1996 (ISBN 960-7043-29-4)
- Anna Tabaki, Adamance Coray comme critique littéraire et philologue, SVEC, 2010 (lire en ligne)

Sur la langue
- Henri Tonnet, Histoire du Grec moderne : La formation d'une langue, Paris, L'Asiathèque, 2011, Troisième éd. (ISBN 978-2-36057-014-0)
- (it) Vicenzo Rotolo, A. Koraïs e la questione della lingua in Grecia, Palermo, Presso di l'Accademia, 1965 (Quaderni dell'Istituto di filologia greca della Universitá di Palermo)
- (el) Α. Δασκαλάκης, Κοραῆς καὶ Κοδρικάς, Ἠ μεγάλη φιλολογικὴ διαμάχη τῶν Ὲλλήνων (1815-1821), Αθήνα, 1966
- (el) Γεώργιος Μπαμπινιώτης, Το γλωσσικό ζήτημα, Αθήνα, Ίδρυμα της Βουλής των Ελλήνων,‎ 2011 (ISBN 978-960-6757-48-8)
- (en) Robert Browning, Medieval and modern Greek, Cambridge University Press, 1983 (ISBN 978-0521299787)

Sur la pensée politique et les Lumières
- (el) Δημήτρης Χαραλαμπίδης, Ο Αδαμάντιος Κοραής και η πολιτική, Εκδόσεις Κάκτος, Αθήνα, 2002  (ISBN 960-382-477-1)
- (en) Adamantios Koraïs and the European Enlightenment (ouvrage collectif sous la direction de Paschalis M. Kitromilides), Voltaire Foundation, Coll. SVEC, 2010,  (ISBN 978-0-7294-1002-1)
- (de) Alexandros Papaderos, Metakenosis : Griechenlands kulturelle Herausforderung durch die Aufklärung in der Sicht des Korais und des Oikonomos, Meisenheim am Glan, Verlag Anton Hain, 1970
- (el) Πασχάλης Κιτρομηλίδης, Νεοελληνικός Διαφωτισμός : Οι πολιτικές και κοινωνικές ιδέες, Αθήνα, Μορφωτικό Ίδρυμα Εθνικής Τραπέζης,‎ 2000
- Panayotis Noutsos, De la nation au peuple : Rigas Ferréos et Coray, dans Epsilon no 2, 1988 (pages 23–30).
- Socrate C. Zervos, Les idées révolutionnaires sur l'égalité et les conflits sociaux en Grèce au XIXe siècle : le cas d'Adamance Coray, Actes du IIIe Colloque d'Histoire, Athènes 14-17 octobre 1987, Centre de recherches néohelléniques, Athènes 1989 (p. 260-268)  (ISBN 978-960-7094-032)
- (en) Stephen Chaconas, Adamantios Korais : A study in Greek nationalism, New York, Columbia University Press, 1942
- Constantin Th. Dimaras, Coray et son époque, Athènes, Zaharopoulos, 1952.

Études collectives
- Anna Tabaki, Les intellectuels grecs à Paris (fin du XVIIIe siècle-début du XIXe siècle) dans : La diaspora hellénique en France : Actes du séminaire organisé à l'École française d'Athènes (18 octobre-1er novembre 1995), École française d'Athènes, 2000 (ISBN 978-2869581715)
- (el) Numéro spécial du journal grec Η Καθημερινή, Επτά Ημέρες, 29 novembre 1998 : dix articles consacrés à Koraïs par des universitaires. Lire en ligne
- (el) Διήμερο Κοραή, 29 και 30 Απριλίου 1983, Προσεγγίσεις στη γλωσσική θεωρία, τη σκέψη και το έργο του Κοραή, Αθήνα, Κέντρο Νεοελληνικών Ερευνών Εθνικού Ιδρύματος Ερευνών,‎ 1984, 268 p. Télécharger
- (el) Πρακτικά Διεθνούς Συνεδρίου 11-15 Μαίου 1983, Κοραής και Χίος, τομ. Α', Αθήνα, 1984.

Sur la correspondance
- (el) Τριαντάφυλλος Ε. Σκλαβενίτης, Τύχες της απο 5-9-1816 επιστολής του Α. Κοραή (Μολιέρος, Κοκκινάκης, Σκυλίτσης και Λιθόγραφος), Μνήμων 26 (2004), Αθήνα. Lire en ligne

Sur Hippocrate et sur Strabon
- Jacques Jouanna : Hippocrate et son héritage : Coray et Hippocrate, Colloque franco-hellénique d'histoire de la médecine, Lyon, 9-12 octobre 1985, Collection Fondation Marcel Mérieux, Lyon 1987 (p. 181-196)
- R. Andréani, H. Michel, É. Pélaquier, Coray et la médecine grecque dans Hellénisme et Hippocratisme dans l'Europe méditerranéenne : autour de Coray, Colloque des 20-21 mars 1998 Université de Montpellier-III, Montpellier, Université Paul Valéry, 2000.
- Paul Demont, Enjeux du traité hippocratique Des airs, des eaux et des lieux, en 1800 : autour de l'édition de Coray Revue Anabases, 13/2011 Lire en ligne
- Raoul Baladié, Strabon dans la vie et l'œuvre de Coray, dans Ο Ερανιστής, tome 11, 1974 (pages 412-442) Athènes, 1980.

Sur le philhellénisme
- Roger Milliex, Études franco-grecques, Premier Cahier : Coray et la civilisation française, volume 77, Collection de l'Institut français d'Athènes, 1953.
- (en) Nicholas D. Diamantides, An Elective Encounter : The Koraes-Jefferson Connection, Modern Greek Studies Yearbook, vol. 10/11, 1994/1995